# NA-1000
La NA-1000 es una carretera que une la NA-2410 (Alsasua, Navarra) con la A-1 (Idiazábal, Guipúzcoa). Es la Antigua Carretera Nacional 1 (Madrid-Irún) a su paso por Navarra.

## Recorrido
| Denominación           | Kilómetro | Salida | Carretera | Dirección                     |
| ---------------------- | --------- | ------ | --------- | ----------------------------- |
| García Ximenezko Kalea | 0         |        |           | Alsasua                       |
| Zelaiako Kalea         | 0         |        |           | Alsasua                       |
| NA-1000                | 1         |        | A-1       | San Sebastián Irún Francia    |
| NA-1000                | 1         |        | A-1       | Vitoria Pamplona Burgos       |
| NA-1000                | 1         |        |           | Zuntaipeko Kalea              |
| NA-1000                | 5         |        | A-1       | San Sebastián Pamplona Burgos |
| NA-1000                | 7         |        | NA-1001   | Cegama Idiazábal              |
| NA-1000                | 7         |        | A-1       | San Sebastián Irún Francia    |